# Aeshna athalia
Aeshna athalia är en trollsländeart som beskrevs av James George Needham 1930. Aeshna athalia ingår i släktet mosaiktrollsländor, och familjen mosaiktrollsländor. Inga underarter finns listade i Catalogue of Life.